# Nina Radojčić
Danica Radojčić, beter bekend als Nina (Servisch: Даница Радојчић, Belgrado, 27 mei 1989) is een Servisch zangeres.

## Biografie
Radojčić werd geboren in Belgrado (destijds de hoofdstad van Joegoslavië) op 27 mei 1989. Ze begon piano te spelen op haar vijfde. Ze studeerde aan de muziekacademie in Belgrado, maar koos ervoor farmacie te studeren aan de Universiteit van Belgrado. Ze richtte met enkele vrienden het bandje Legal Sex Department op, waarmee ze in clubs optreedt.
Haar bekendheid bij het grote publiek heeft Radojčić te danken aan haar deelname aan Pesma za Evropu 2011, de Servische voorronde voor het Eurovisiesongfestival 2011. Ze won de voorronde, waardoor ze haar land mocht vertegenwoordigen op het zesenvijftigste Eurovisiesongfestival in Düsseldorf, Duitsland. Met het nummer Čaroban kwalificeerde ze zich voor de finale, waar ze uiteindelijk op de 14e plaats belandde. Nina heeft kort blond haar.
2007: Marija Šerifović · 
2008: Jelena Tomašević feat. Bora Dugić · 
2009: Marko Kon & Milaan · 
2010: Milan Stanković · 
2011: Nina Radojčić · 
2012: Željko Joksimović · 
2013: Moje 3 · 
2015: Bojana Stamenov · 
2016: Sanja Vučić · 
2017: Tijana Bogićević · 
2018: Sanja Ilić & Balkanika · 
2019: Nevena Božović · 
2021: Hurricane · 
2022: Konstrakta · 
2023: Luke Black · 
2024: Teya Dora · 
2025: Princ